# Пупкова грижа
Пупкова грижа (лат. Hernia umbilicalis) — патологічний стан, коли передня черевна стінка в ділянці під пупком має дефект, де поетапно формується випинання із вмістом назовні.
Грижа містить черевний жир з великого сальника або зрідка, частини тонкої кишки. Випинання часто можна вправити назад через дефектний отвір у черевній стінці, і воно може «вискочити» під час кашлю або іншим чином при підвищенні внутрішньочеревного тиску. Лікування хірургічне, втручання може проводитись як з косметичною метою, так і з метою покращення та збереження здоров'я пацієнтів.

## Види
За шириною основи, EHS (2009):
- мала (ширина дефекту передньої черевної стінки < 2,0 см)
- середня (ширина грижового дефекту 2,1—4,0 см)
- велика (ширина грижового дефекту > 4,1 см)[1]

За походженням:
- Вроджені
- Набуті

### Вроджена
Вроджена пупкова грижа — це вроджена вада розвитку пупка. Серед дорослих це втричі частіше у жінок, ніж у чоловіків; серед дітей співвідношення приблизно рівне. Також виявляється, що вона частіше зустрічається у дітей африканського походження.

### Набута
Набута пупкова грижа безпосередньо виникає внаслідок підвищення внутрішньочеревного тиску, спричиненого ожирінням, важким підйомом, тривалим анамнезом кашлю або багатоплідною вагітністю. Іншим типом набутих пупкових гриж є розрізні грижі, це грижі, що розвиваються в рубці після операцій на черевній порожнині, наприклад, після введення троакарів лапароскопії через пупок.

### Параумбілікальна
Важливо відзначити, що пупкову грижу потрібно відрізняти від параумбілікальної грижі, яка виникає у дорослих і включає дефект середньої лінії біля пупка, та від омфалоцеле.

## Ознаки та симптоми
У новонароджених грижа присутня на місці пупка (зазвичай її називають пупком або пупом). Вкрай рідко ці грижі, розсмоктуються без будь-якого лікування приблизно у віці 2-3 років. Кишкова непрохідність і защемлення грижі трапляється рідко, оскільки основний дефект (грижові ворота) черевної стінки більший, ніж у пахової грижі новонародженого. Розмір основи грижі (грижові ворота) обернено корелює з ризиком защемлення (тобто вузька основа, набагато частіше защемлює).
Немовлята схильні до цієї вади розвитку через процес внутрішньоутробного розвитку, при якому органи черевної порожнини формуються поза черевною порожниною, згодом повертаючись в неї через отвір, який стає пупком.
Грижі можуть протікати безсимптомно і проявлятися лише як випинання пупка. Симптоми можуть розвинутися, коли скорочується черевна стінка та чинить тиск на вміст грижі, що провокує появу: болю в животі або дискомфорту. Ці симптоми можуть підсилюватись при присіданнях або напруженні пацієнта.

## Причини

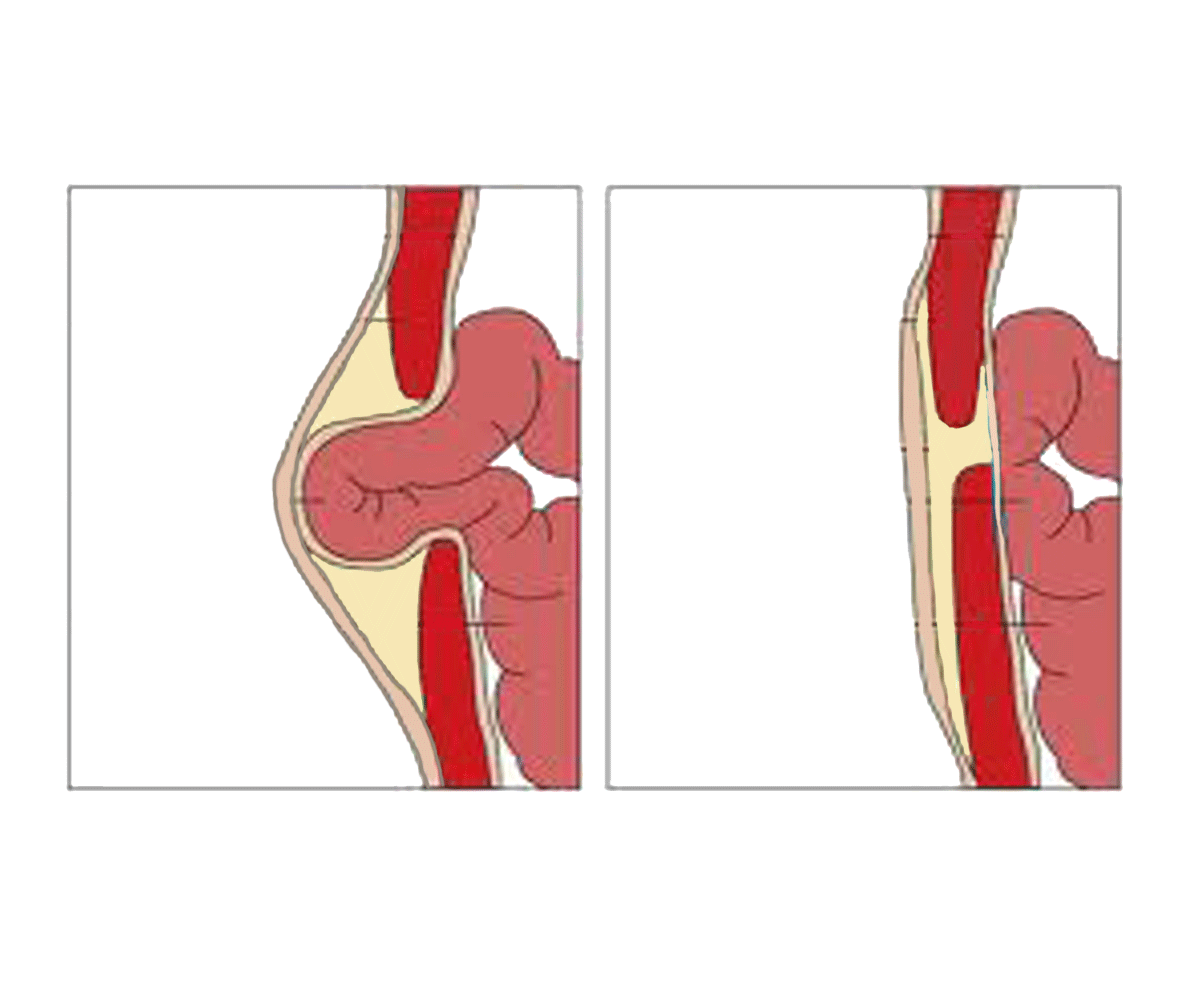
У більш важких випадках пупкової грижі тонка кишка може проковзувати крізь отвір. Це дуже рідко може спричинити ішемію та некроз кишки і потенційно загрожує життю. Випинання часто спричинено жировою клітковиною або частинами великого сальника.

Причинами пупкової грижі є вроджені та набуті вади розвитку, але очевидна третя причина справді є причиною іншого типу — параумбікальної грижі.

## Діагностика
Пупки з пупковим кінчиком, що виступає повз пупкову шкіру («вуті»), часто приймають за пупкові грижі, які мають зовсім іншу форму. Лікування в косметичних цілях не є необхідним, за винятком випадків, коли є такі проблеми зі здоров'ям, як біль, дискомфорт або защемлення вмісту грижі. Защемлення унеможливлює нормальне вправлення грижі у черевну порожнину. Тривале защемлення може призвести до ішемії тканин (перетиснення) та шоку, якщо його не лікувати.
Під час дослідження, в якому брали участь африканці, 92 % дітей мали випинання, 49 % дорослих та 90 % вагітних. Однак насправді, грижами хворіло набагато менша кількість: лише 23 % дітей, 8 % дорослих та 15 % вагітних.
Коли грижові ворота невеликі (<1-2 см), 90 % закриваються протягом 3 років (деякі джерела зазначають 85 % всіх пупкових гриж, незалежно від розміру[джерело?]), і якщо ці грижі безсимптомні, редукуються і не збільшуються, операція не потрібна (а в інших випадках це потрібно враховувати)[джерело?].

## Лікування

### Діти
У деяких громадах матері регулярно проштовхують невеличке випинання та заклеюють монетку над грижовим заглибленням, поки не відбудеться закриття. Ця практика не рекомендується з медичної точки зору, оскільки існує невеликий ризик затискання петлі кишечника під монеткою, що призводить до утворення невеликої ділянки ішемізованої кишки. Це «виправлення» не допомагає, і мікроби можуть накопичуватися під стрічкою, викликаючи інфікування. Використання бандажів або інших виробів для постійного зменшення грижі не є обгрунтованим.[джерело?]
Пупкову грижу можна виправити двома різними способами. Хірург вирішує зшивати стінки живота, або може розмістити сітку над отвором і пришити її до черевної стінки. Останній міцніше тримається і зазвичай використовується при більших дефектах черевної стінки. Більшість хірургів не оперують грижу до досягнення дитиною віку 5–6 років. Більшість пупкових гриж у немовлят і дітей «закриваються» спонтанно і рідко мають ускладнення шлунково-кишкового тракту — у тому числі защемлення.
Розмір випинання над поверхнею живота дуже варіативний у дітей. У деяких, це може бути лише невеличкий виступ; в інших, це може бути великий округлий набряк, який випирає, коли дитина плаче. Випинання майже непомітно, коли дитина заспокоюється або спить.[джерело?]
Зазвичай м'язи живота сходяться і заростають в ділянці пупка на етапі формування, однак у деяких випадках залишається щілина там, де м'язи не співставились, і через цю щілину очеревина із вмістом протискається, піднімається і випирає під шкірою, формуючи початкову пупкову грижу. Випинання та його вміст можна легко натискальним рухом зменшити та "заховати " в черевну порожнину.
На відміну від пахової грижі, частота ускладнень дуже низька. Лікування цього стану по суті консервативне: спостереження, що дозволяє дитині вирости і подивитися, чи не зникне воно. Операція та усунення дефекту необхідні лише в тому випадку, якщо грижа зберігається після досягнення 3-річного віку або якщо у дитини спостерігається епізод ускладнення впродовж періоду спостереження, таких як незводимість, кишкова непрохідність, дистонія черевної стінки з блювотою, або червона блискуча болюча шкіра над випинанням. Операція завжди робиться під наркозом. Визначається розташування дефекту м'язів та зашиваються краї м'язів так, щоб закрити дефект. Загалом, дитині потрібно перебувати в лікарні протягом 1 дня і зцілення завершується до 8 днів.
Іноді, в западині пупка може спостерігатися «м'ясистий» червоний набряк, який зберігається після відпадання канатика. При дотику він може кровоточити або забруднювати одяг, що з ним контактує. У такому випадку потрібно звернутись до дитячого хірурга. Це може бути, наприклад, пуповинний поліп, і терапія полягає в тому, щоб перев'язати його біля основи стібком, щоб він відпав і не було кровотечі. Як варіант, це може бути пуповинна гранульома(umbilical granuloma), яка добре реагує на місцеве застосування сухої солі або нітрату срібла, але може зайняти кілька тижнів, щоб загоїтись та висохнути.

### Дорослі
Більшість гриж ніколи не викликають проблем і взагалі не вимагають лікування. Однак, оскільки ризик ускладнень з віком вищий, а грижа навряд чи «щезне», зазвичай рекомендується хірургічне втручання.
Зазвичай в грижі міститься кишечник, черевний жир або сальник, тканина, яка зазвичай мешкала б у черевній порожнині, якби не грижа. У деяких випадках вміст потрапляє в грижовий мішок з позаочеревиного простору. Потік крові до цієї захопленої тканини може бути порушено або вміст у деяких випадках навіть защемлений. Залежно від ступеня тяжкості та тривалості порушення кровотоку, це може спричинити біль та дискомфорт. Іноді вправлення потрібно робити лікарю (наприклад у загальній хірургії чи в реанімації).
Якщо вміст грижі потрапляє в пастку в поєднанні з сильним болем, неможливістю пацієнту самостійно здійснити дефекацію або «випускати газ», є набряки, лихоманка, нудота та/або зміна кольору ділянки з грижею — це може бути ознаками тривалої компрометації кровотоку вмісту грижі. Якщо це так, потрібна екстрена операція, оскільки тривала компрометація кровотоку загрожує цілісності органів.
Грижі, які є симптоматичними та порушують повсякденну діяльність, або грижі, які мали епізоди загрозливого защемлення, можна розглянути як профілактичне хірургічне лікування. Хірургічне втручання виконується під наркозом, тоді як хірург визначає краї дефекту, з'єднує їх за допомогою швів або сітки. Маленькі пупкові грижі часто успішно відновлюються зашиванням, тоді як великі грижі — відповідної сіткою, хоч деякі хірурги виступають за сітчасте лікування більшості гриж. Найпоширенішими ускладненнями для обох методів є інфекції поверхневих ран, рецидив грижі, деякі люди відчувають біль в місці операції впродовж тривалого проміжку часу.

### Відео
- Пупкова грижа: скарги, причини появи і методи лікування, 25.08.20, youtube, 29хв 35сек